# Plethodon kentucki
Plethodon kentucki är en groddjursart som beskrevs av Myron Budd Mittleman 1951. Plethodon kentucki ingår i släktet Plethodon och familjen lunglösa salamandrar. IUCN kategoriserar arten globalt som livskraftig. Inga underarter finns listade i Catalogue of Life.